# Mechanical Love
Mechanical Love (engl., „mechanische Liebe“) ist ein Dokumentarfilm des Dänischen Film-Instituts aus dem Jahr 2007, der Emotionen zwischen Menschen und Robotern thematisiert.
Der Film wurde unter anderem 2007 auf dem International Documentary Film Festival in Amsterdam gezeigt, 2008 auf dem Filmfest München gezeigt, und ist auf DVD erhältlich.